# Сховище 13
«Сховище 13» (англ. Warehouse 13), — американський науково-фантастичний телесеріал, прем'єра якого відбулась 7 липня 2009 на каналі Syfy
. Під керівництвом режисерів Джека Кенні та Девіда Сімкінса драматична комедія від Universal Media Studios була за сюжетом і стилем представлена як суміш «Цілком таємно», «Індіани Джонса» і «Детективного агентства „Місячне сяйво“». Серіал описує пригоди двох агентів Секретної служби США Міки Беринг (акторка Джоенн Келлі) і Пітера Латтімера (актор Едді Макклінток), яких переводять на службу в секретне  урядове сховище під номером 13, яке зберігає надприродні артефакти. Їхнє завдання — віднаходити зниклі нові предмети і повертати їх до сховища.
Прем'єра серіалу була для Syfy третім найбільшим дебютом, який зібрав 3,5 мільйони глядачів. Серед них жінок і чоловіків було порівну. З початку шоу перші 6 епізодів отримували місця в першій десятці рейтингу за всю історію існування телеканалу Syfy.

## Перелік серій
| Сезон | Сезон | Кількість епізодів | Оригінальная дата | Оригінальная дата | Дата виходу DVD и Blu-ray | Дата виходу DVD и Blu-ray | Дата виходу DVD и Blu-ray |
| Сезон | Сезон | Кількість епізодів | Прем'єра сезону   | Фінал сезону      | Регіон 1                  | Регіон 2                  | Регіон 4                  |
| ----- | ----- | ------------------ | ----------------- | ----------------- | ------------------------- | ------------------------- | ------------------------- |
|       | 1     | 12                 | 7 липня 2009      | 22 вересня 2009   | 29 червня 2010            | 22 червня 2010            | 2 березня 2011            |
|       | 2     | 13                 | 6 липня 2010      | 7 грудня 2010     | 28 червня 2011            | 5 липня 2011              | 4 липня 2012              |
|       | 3     | 13                 | 11 липня 2011     | 6 грудня 2011     | 10 липня 2012             | 17 вересня 2012           | Н/Д                       |
|       | 4     | 20                 | 23 червня 2012    | 8 червня 2013     | 9 червня 2013             | 14 жовтня 2013            | Н/Д                       |
|       | 5     | 6                  | 14 квітня 2014    | 20 травня 2014    | 20 травня 2014            | Н/Д                       | Н/Д                       |

## Виноски
1. 1 2  Mitovich, Matt (9 липня 2009). Ratings: America's Got the Goods, Warehouse 13 and More. TV Guide. SeattlePI.com. Процитовано 12 липня 2009. {{cite web}}: Недійсний |deadurl=404 (довідка)[недоступне посилання]
2. ↑  Press Release (8 квітня 2009). Allison Scagliotti Cast in Sci Fi's Warehouse 13. TheFutonCritic.com. Архів оригіналу за 6 липня 2013. Процитовано 5 червня 2009.
3. ↑  Warehouse 13: About the Series. Syfy.com. Архів оригіналу за 6 липня 2013. Процитовано 5 червня 2009.
4. ↑  Warehouse 13 tops cable shows for Tuesday. The Star. Star-ecentral.com. 9 липня 2009. Архів оригіналу за 6 липня 2013. Процитовано 12 липня 2009.
5. ↑  Архівована копія. Архів оригіналу за 27 вересня 2011. Процитовано 26 лютого 2010.{{cite web}}:  Обслуговування CS1: Сторінки з текстом «archived copy» як значення параметру title (посилання) [Архівовано 2011-09-27 у Wayback Machine.]